# Стівен Барнетт (ватерполіст)
Стівен Барнетт (англ. Steven Barnett, 6 червня 1943) — американський ватерполіст.
Бронзовий призер Олімпійських Ігор 1972 року, учасник 1968 року.